# Moayad Ajan
Moayad Ajan (en árabe: مؤيد سمير عجان‎; Damasco, Siria, 16 de febrero de 1993) es un futbolista de Siria que juega en la posición de lateral izquierdo. Desde el 2023 juega con el Al-Jaish Damasco de la Liga Premier de Siria.

## Carrera

### Club
| Periodo   | Club                         |
| --------- | ---------------------------- |
| 2010–2014 | Al-Wahda Damasco             |
| 2013      | → Naft Al-Janoob SC (cedido) |
| 2013–2014 | → Al-Karkh SC (cedido)       |
| 2014–2016 | Al-Quwa Al-Jawiya            |
| 2016–2017 | Naft Al-Wasat SC             |
| 2017–2018 | Zamalek SC                   |
| 2018–2019 | Al-Jazeera Club              |
| 2019      | Al-Quwa Al-Jawiya            |
| 2019–2021 | Al-Wahda Damasco             |
| 2021–2023 | Riffa SC                     |
| 2023      | East Riffa Club              |
| 2023–     | Al-Jaish Damasco             |

### Selección nacional
Ha jugado a nivel de selección nacional desde la categoría sub-20. Debutó con Siria en 2012 y su primer gol con la selección nacional lo anotó el 11 de junio de 2015 en la victoria por 6-0 ante Afganistán en Mashhad por la clasificación de AFC para la Copa Mundial de Fútbol de 2018.

## Logros

### Club
- Copa de Irak (1): 2015/16
- Copa de Egipto (1): 2017/18

### Selección nacional
- Campeonato de la WAFF (1): 2012